# Château de Cabrespines
Le château de Cabrespines est un château situé sur la commune de Coubisou, en France.

## Localisation
Le château est situé sur la commune de Coubisou, dans le département français de l'Aveyron.

## Historique
L'ancien château de Cabrespines, situé sur un promontoire appelé " Tourruol ", fut construit fin XIIe début XIIIe siècle. C'était un château de défense important pour permettre aux habitants du lieu et toute la vallée jusqu'à Anglars, de se protéger des invasions. Au XIIIe siècle, il devint l'une des résidences des comtes de Rodez. En 1274. Gui d'Estaing qui en avait les droits s'en est dessaisi
En 1628 le château fut démoli sur ordre du Prince de Condé.
Le dernier capitaine, Jean de Cambon reçu en compensation le titre de seigneur de Cabrespines ; avec l'autorisation de construite la partie occidentale du château actuel avec les pierres de l'édifice féodal du Tourruol. Ce qu'il fit en 1643.